# Saint-Michel-sur-Rhône
Saint-Michel-sur-Rhône település Franciaországban, Loire megyében. Lakosainak száma 872 fő (2022. január 1.). Saint-Michel-sur-Rhône Vérin, Saint-Clair-du-Rhône, Chavanay és Chuyer községekkel határos.

## Népesség
A település népessége az elmúlt években az alábbi módon változott:
| Lakosok száma | 299  | 503  | 613  | 741  | 803  | 805  | 826  | 856  | 869  | 872  |
|               | 1968 | 1982 | 1990 | 2006 | 2013 | 2015 | 2017 | 2019 | 2020 | 2022 |